# جاناتون میلتون نلسون
جاناتون میلتون نلسون (انگلیسی: Jonathan M. Nelson؛ زادهٔ ۱۹۵۶) سرمایه‌دار و کارآفرین اهل ایالات متحده آمریکا است، که در سال ۱۹۸۹ شرکت پراویدنس اکوتی را تأسیس کرد.